# Высоке Весели
Высоке Весели (чеш. Vysoké Veselí; нем. Hochwessely) — город в Чехии района Йичин Краловеградецкого края.
Расположен на левом берегу р. Цидлина на Восточно-чешском плато в 13 км к юго-востоку от г.  Йичин.
Население на 1 января 2021 г. — 866 человек. Площадь — 933 на. Высота − 254 м.

## История
Основан в конце XIII века. Первое письменное упоминание встречается в 1323 году.

## Известные уроженцы
- Шимерка, Вацлав (1819—1889) — математик.

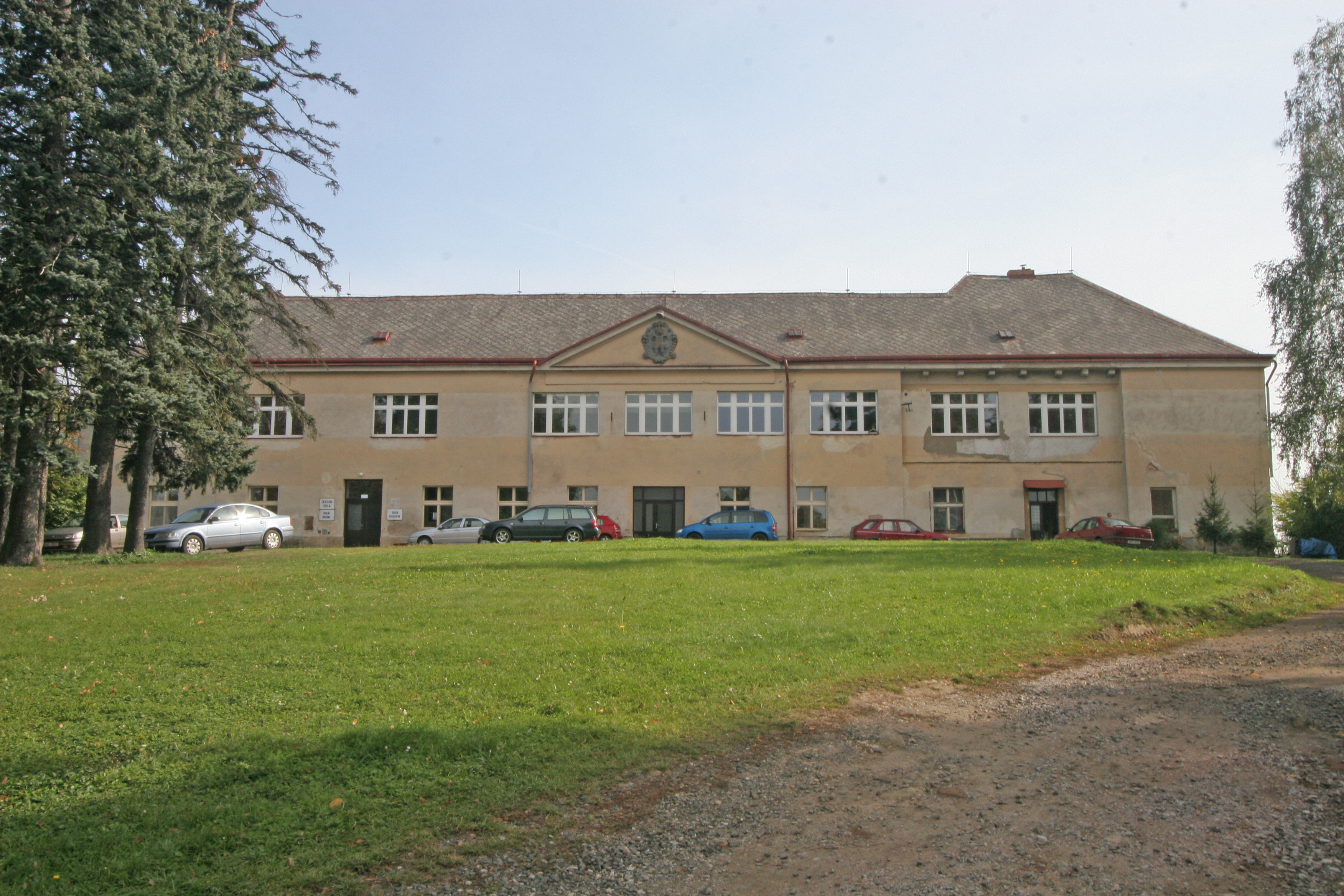
Замок
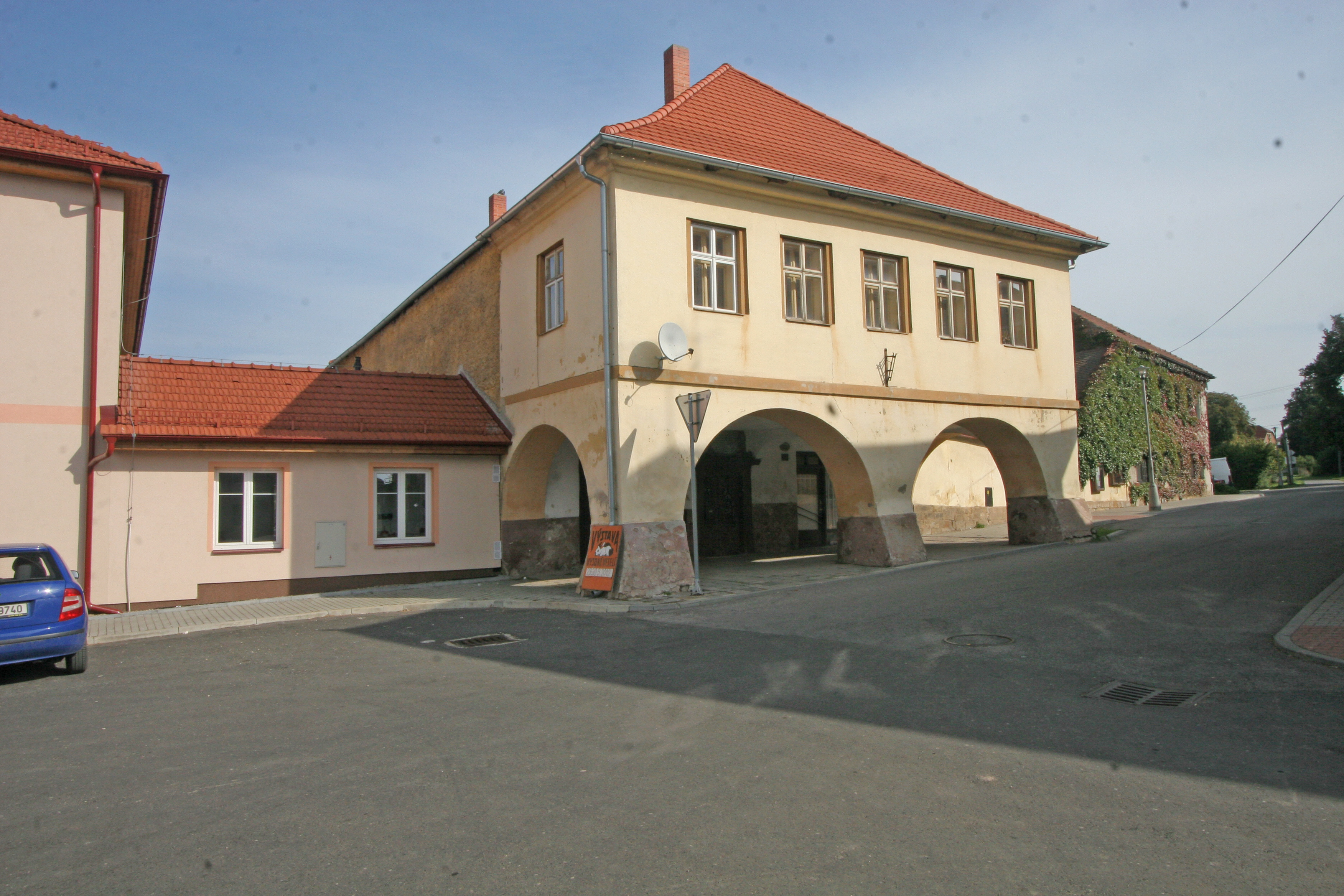
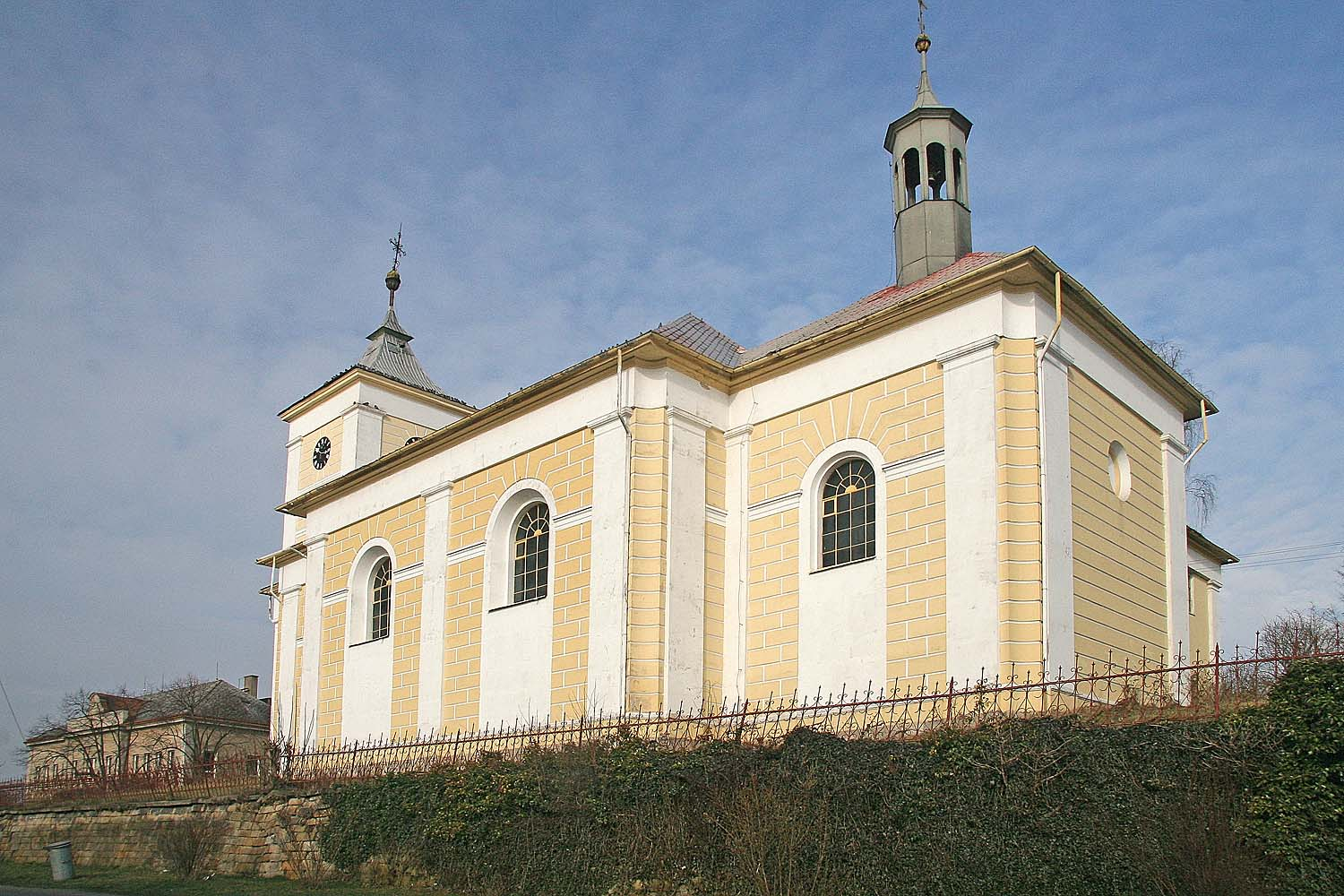
Костёл св.Николая Толентинского
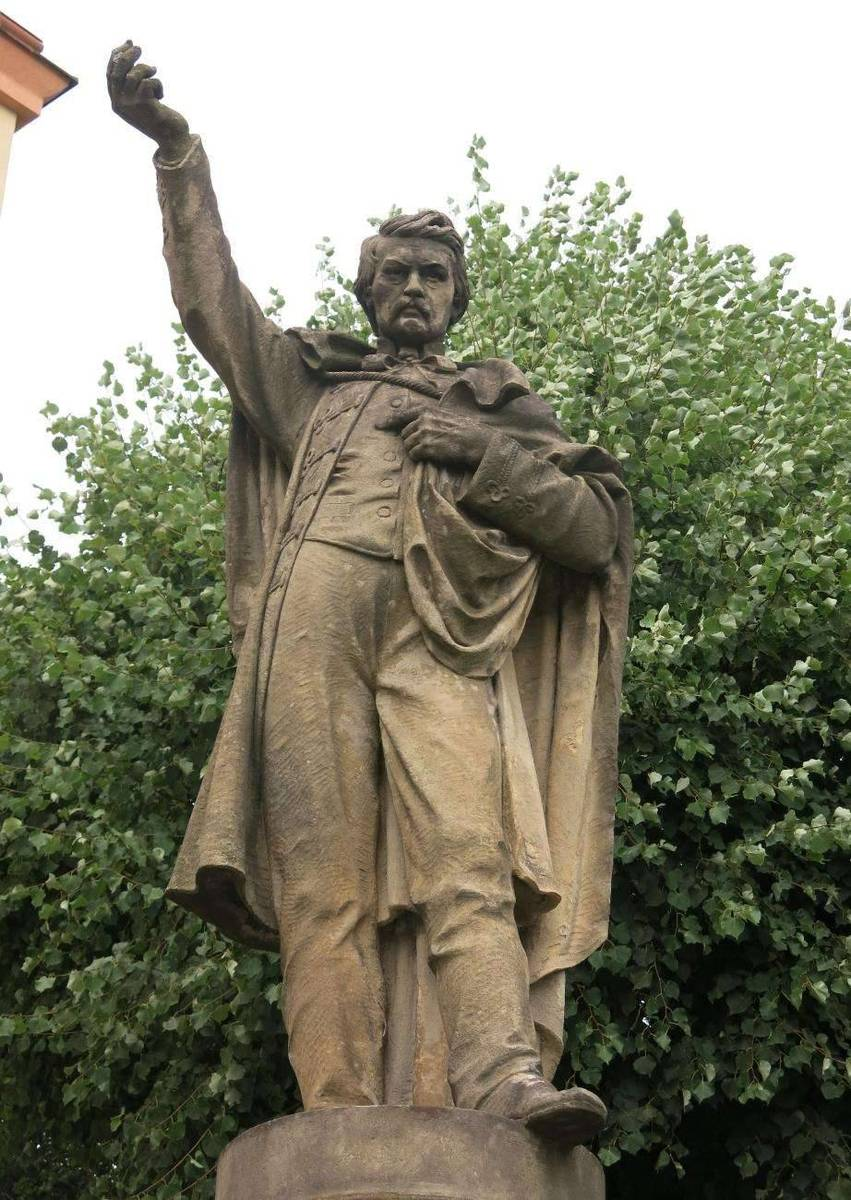
Памятник К.Гавличек-Боровскому